# Konosuba! - This Wonderful World
Konosuba! - This Wonderful World (この素晴らしい世界に祝福を！?, Kono subarashii sekai ni shukufuku o!, lett. "Sia benedetto questo mondo meraviglioso!"), anche nota come KonoSuba (このすば?), è una serie di light novel scritta da Natsume Akatsuki e illustrata da Kurone Mishima, edita da Kadokawa Shoten, sotto l'etichetta Kadokawa Sneaker Bunko, dal 1º ottobre 2013 al 1º maggio 2020. Una serie di light novel spin-off ha avuto inizio nel luglio 2014, mentre un adattamento manga di Masahito Watari viene serializzato sul Monthly Dragon Age di Fujimi Shobō dal 9 settembre 2014. Un adattamento anime, prodotto da Studio Deen, è stato trasmesso in Giappone in due stagioni tra il 13 gennaio 2016 e il 15 marzo 2017, seguito da un film anime distribuito nel 2019. Un adattamento anime della serie spin-off Kono subarashii sekai ni bakuen o!, prodotto da Drive, è stato trasmesso dal 5 aprile al 21 giugno 2023. Una terza stagione è stata trasmessa dal 10 aprile al 19 giugno 2024.

## Trama
Dopo essere morto prematuramente e in maniera imbarazzante, Kazuma Satō, hikikomori adolescente, incontra nell’aldilà la dea Aqua, la quale gli offre la possibilità di essere reincarnato in un altro mondo fantasy con elementi MMORPG, dove potrà andare all'avventura e sconfiggere mostri. Gli viene inoltre offerta la possibilità di portare con sé un solo oggetto. Nonostante gli vengano proposti oggetti e abilità leggendarie, Kazuma sceglie però, come vendetta in seguito ad alcune provocazioni, di farsi accompagnare in questo nuovo mondo dalla stessa Aqua, che nella città di inizio, Axel, dimostrerà subito di essere decisamente inutile. Siccome Aqua non potrà fare ritorno nell'aldilà fino a quando il Re dei Demoni (魔王?, Maō) non sarà sconfitto, i due decidono di formare un gruppo volto al suo annientamento, a cui si aggiungeranno Megumin, una maga ossessionata dall'incantesimo delle esplosioni, e il cavaliere sacro Darkness, che nonostante la sua enorme resistenza non riesce a colpire nulla. Circondato da compagne in teoria potentissime ma nella pratica tutt'altro che valide, ben presto Kazuma lascerà perdere l'idea di sconfiggere il nemico, ma a causa delle circostanze i quattro finiranno lo stesso per imbattersi nei suoi generali.

## Personaggi

### Personaggi principali

I personaggi principali. Da sinistra a destra: Aqua, Kazuma, Megumin e Darkness.

Kazuma Satō (佐藤 和真?, Satō Kazuma)
Doppiato da: Ryōta Ōsaka (drama-CD), Jun Fukushima (anime)
Un sedicenne giapponese appassionato di videogiochi, diventato hikikomori dopo essere stato rifiutato dal suo primo amore alle medie. Morto prematuramente per via di un improvviso disturbo acuto da stress, incontra nell'aldilà Aqua, da cui riceve la possibilità di ricominciare da zero. Reincarnatosi in un mondo fantasy, sceglie come classe la specializzazione avventuriero, che nonostante sia la più infima tra quelle esistenti, gli permette di imparare abilità dalle altre classi a un prezzo più elevato. Non ha livelli alti in nessuna categoria, a eccezione di intelligenza e fortuna, entrambe abilità inutili per un avventuriero. Grazie a ciò, impara varie abilità a livello base tra cui rubare, fare uso dell'arco, individuare mostri e praticare magia. Nonostante si lamenti spesso delle sue compagne d’avventura, finisce per affezionarsi a loro.
Aqua (アクア?, Akua)
Doppiata da: Kaori Fukuhara (drama-CD), Sora Amamiya (anime)
La dea dell'acqua che aveva avuto per millenni il compito di giudicare gli umani da reincarnare in un mondo RPG prima che Kazuma la portasse via con sé. È venerata dal Sacro Ordine di Axis, che ha sede nella città termale di Alcanretia. Energica, sempliciotta e irascibile, vorrebbe essere venerata da tutti per il suo status di divinità (che non viene minimamente riconosciuto in un mondo fantasy nel quale la magia è cosa di tutti i giorni) e adora l'alcol di qualità. A causa di questo, tende a spendere enormi somme di denaro facendo indebitare tutto il gruppo. Grazie ai suoi poteri divini e ai suoi livelli molto alti in ogni categoria (tranne che per intelligenza e fortuna) è riuscita subito a ottenere la classe di arciprete; è molto potente contro demoni e non morti, oltre a essere capace di resuscitare i defunti e, in qualità di dea dell'acqua, di purificare qualunque liquido e avere il dominio dell'acqua e degli esseri che in essa vivono. Dato che le sue statistiche sono al livello massimo fin dal principio (grazie ai suoi poteri divini) non ha bisogno di allenarsi nell'affinare le sue tecniche di arciprete, quindi usa i punti abilità che le avanzano per giochi di prestigio che suscitino ammirazione per lei negli avventurieri. Essendo costantemente desiderosa di venerazione e allo stesso tempo maltrattata da Kazuma, si rifiuta di insegnargli le sue abilità curative per timore di perdere il proprio essere speciale e di apparire "inutile", come lui spesso la apostrofa (insulto che ricambia chiamando Kazuma hikikomori NEET).
Megumin (めぐみん?)
Doppiata da: Maaya Uchida (drama-CD), Rie Takahashi (anime)
È un'arcistrega di quattordici anni, discendente dai Demoni Cremisi (potenti umanoidi dai capelli neri e gli occhi rossi, generalmente affetti da chūnibyō), che nonostante sia molto abile, si rifiuta di imparare altre magie oltre quella di esplosione, che però è in grado di usare solo una volta al giorno, poiché è talmente potente da prosciugarle tutte le energie ogni volta che la usa. Per questo motivo ha fatto molta fatica a essere accettata da un gruppo prima di incontrare Kazuma e Aqua, nonostante l'efficacia dei suoi poteri.
Darkness (ダクネス?, Dakunesu)
Doppiata da: Marina Inoue (drama-CD), Ai Kayano (anime)
Un cavaliere crociato (supremo rango della categoria), legata al Sacro Ordine di Eris, di diciotto anni, molto potente, specialmente in difesa, che tuttavia pecca di precisione nell’attacco. È una masochista senza speranza, il suo sogno è quello di essere massacrata dai mostri o di sposarsi con un marito violento. Più tardi si scopre che il suo vero nome è Lalatina Dustiness Ford (ダスティネス・フォード・ララティーナ?, Dasutinesu Fōdo Raratīna), figlia di una famiglia nobile diventata un cavaliere sacro contro il volere di suo padre. Kazuma la trova molto attraente, ma detesta la sua personalità. Allo stesso tempo Darkness adora essere maltrattata da lui.

### Generali del Re Demone
Wiz (ウィズ?, Wizu)
Doppiata da: Saori Hayami (drama-CD), Yui Horie (anime)
Una potente lich, che pur essendo uno dei generali del Re Demone, è una donna timida e gentile, che usa i suoi poteri per assistere i civili e guidare le anime smarrite nell'aldilà. Ad Axel è la proprietaria di un negozio di magia di scarso successo, dove inizia a lavorare anche il generale Vanir in seguito.
Verdia (ベルディア?, Berudia)
Doppiato da: Hiroki Yasumoto
Un dullahan, ossia un cavaliere senza testa, che diventa ostile verso la città di Axel dopo che Megumin utilizza il suo castello come bersaglio per esercitarsi con le esplosioni per numerosi giorni consecutivi. Il suo punto debole è l'acqua e viene infatti sconfitto dai poteri purificanti di Aqua.
Vanir (バニル?, Baniru)
Doppiato da: Masakazu Nishida
Un duca infernale in grado di leggere qualunque cosa delle persone che ha davanti, a eccezione di coloro che sono più potenti di lui o al suo livello. Appare per la prima volta in un dungeon, dove cercava di realizzare il suo sogno di morire dopo essere stato sconfitto, ingannando i suoi avversari facendogli credere che all'interno del dungeon si trovasse un tesoro, mentre in realtà avrebbero trovato solo un biglietto di derisione da parte sua. Dopo aver preso possesso del corpo di Darkness senza sapere delle sue tendenze masochiste, viene sconfitto da una potente esplosione di Megumin. Ritornato in vita in un altro corpo, inizia a lavorare nel negozio di Wiz e a trattare in affari con Kazuma. Ha una forte rivalità con Aqua.
Hans (ハンス?, Hansu)
Doppiato da: Kenjirō Tsuda
Un demone di tipo mutaforma velenoso in grado di divorare qualsiasi cosa, di adottare l'aspetto delle persone che divora e di rendere tossica l'acqua semplicemente toccandola. Appare per la prima volta nella città di Alcanretia, dove inquina le acque termali del posto. Viene sconfitto da Aqua con l'aiuto dei suoi fedeli.
Sylvia (シルビア?, Shirubia)
Un demone di tipo chimera in grado di modificare il suo corpo a piacimento. Sebbene assuma l'aspetto di una donna, è in realtà un uomo. Attacca la casa dei Demoni Cremisi, che lui detesta per il loro costante uso di magia.
Wolbach (ウォルバク?, Worubaku)
Doppiata da: Hitomi Nabatame
La dea della violenza e della pigrizia, venerata dagli affiliati del Re Demone. È in grado di usare potenti esplosioni e di teletrasportarle. È divisa in due entità: una è la sua forma umanoide, mentre l'altra è Chomusuke, il gatto di Megumin.

### Altri personaggi
Eris (エリス?, Erisu)
Doppiata da: Ayaka Suwa
Una dea che prende il posto di Aqua dopo che questi viene portata via con sé da Kazuma. Dotata di buon cuore, viene spesso messa in imbarazzo da Aqua, la quale è invidiosa della sua popolarità nonostante sia una sua sottoposta. Kazuma la ritiene la sua ragazza ideale e ogni volta che muore e la incontra cerca invano di fare colpo su di lei.
Yunyun (ゆんゆん?)
Doppiata da: Kana Hanazawa (drama-CD), Aki Toyosaki (anime)
Un'arcistrega molto abile che pur essendo la figlia del capo del villaggio dei Demoni Cremisi, non è affetta da chūnibyō. Vecchia compagna di classe di Megumin, è allo stesso tempo sua amica e rivale. Le propone molto spesso di sfidarsi nel tentativo di stringere amicizia con lei. È uno dei personaggi principali della serie spin-off Kono subarashii sekai ni bakuen o!
Chris (クリス?, Kurisu)
Doppiata da: Ayaka Suwa
Un'amica di Darkness dalla classe ladro che insegna a Kazuma l'abilità furto. Più tardi si rivela essere il personaggio rappresentante Eris nel mondo RPG.
Kyōya Mitsurugi (御剣 響夜?, Mitsurugi Kyōya)
Doppiato da: Kōsuke Toriumi (drama-CD), Takuya Eguchi (anime)
Un altro umano reincarnato nello stesso mondo di Kazuma da Aqua, è un paladino devoto a quest'ultima. Aveva scelto come oggetto leggendario la spada maledetta Gram, ma successivamente gli viene rubata da Kazuma e venduta.
Luna (ルナ?, Runa)
Doppiata da: Sayuri Hara
Una ragazza che assegna le quest nella città di Axel.

## Media

### Light novel
L'opera, scritta e ideata da Natsume Akatsuki sotto lo pseudonimo di Jitaku Keibihei (自宅警備兵? lett. "Guardiano di casa"), è stata pubblicata sul sito web Shōsetsuka ni narō tra il 20 dicembre 2012 e il 21 ottobre 2013. Concepita dall'autrice come una serie di romanzi amatoriali, è stata poi adattata in una serie di light novel con le illustrazioni di Kurone Mishima dal 1º ottobre 2013 e al 1º maggio 2020 diciassette volumi sono stati pubblicati sotto l'etichetta Kadokawa Sneaker Bunko da Kadokawa Shoten. La serie si è conclusa con il diciassettesimo numero pubblicato il 1º maggio 2020. In America del Nord i diritti sono stati acquistati da Yen Press.
Una serie di light novel spin-off intitolata Kono subarashii sekai ni bakuen o! (この素晴らしい世界に爆焔を！?), sempre scritta da Natsume Akatsuki e illustrata da Kurone Mishima, è stata pubblicata dalla stessa etichetta dell'opera originale a partire dal 1º luglio 2014. Al 1º giugno 2015 i volumi editi ammontano a tre. La serie segue alcune avventure inedite dal punto di vista di Megumin.
Una serie sequel della precedente, Zoku kono subarashii sekai ni bakuen o! (続・この素晴らしい世界に爆焔を！?), sempre scritta da Natsume Akatsuki e illustrata da Kurone Mishima, è stata pubblicata dalla stessa etichetta dell'opera originale a partire dal 28 dicembre 2016. Al 1º marzo 2019 i volumi editi ammontano a due.
Una seconda serie spin-off intitolata Kono kamen no akuma ni soudan o! (この仮面の悪魔に相談を！?), sempre scritta da Natsume Akatsuki e illustrata da Kurone Mishima, è stata pubblicata dalla stessa etichetta dell'opera originale il 1º aprile 2016. La storia segue le vicende di Vanir impegnato a trovare un modo per saldare un debito causato da Wiz.
Una terza serie spin-off intitolata Kono subarashii sekai ni shukufuku o! Extra: Ano orokamono ni mo kyakkō o! (この素晴らしい世界に祝福を！エクストラ あの愚か者にも脚光を！?, Kono subarashī sekai ni shukufuku o! Ekusutora: Ano orokamono ni mo kyakkō o!) scritta da Hirukuma e illustrata da Yuuki Hagure, è pubblicata dalla stessa etichetta dell'opera originale dal 1º agosto 2017. In questa versione della storia, Dust è l'antagonista principale.
Un volume TRPG, ovvero che funge da gioco di ruolo da tavolo, intitolato Kono subarashii sekai ni shukufuku o! TRPG (この素晴らしい世界に祝福を！TRPG?, Kono subarashī sekai ni shukufuku o! TRPG) scritto da F.E.A.R. e supervisionato da Natsume Akatsuki, è stato pubblicato il 20 marzo 2019. Il volume consente ai lettori/giocatori di giocare a un TRPG ambientato nell'universo della serie e inoltre sono presenti dati e approfondimenti sui personaggi e le creature.
Tre raccolte di storie brevi, dal titolo Kono subarashii sekai ni shukufuku o! Yori michi! (この素晴らしい世界に祝福を！ よりみち！?, Kono subarashī sekai ni shukufuku o! Yori michi!), sono state pubblicate dal 1º gennaio 2020 al 29 settembre 2023.
Un altro TRPG, Kono subarashii sekai ni shukufuku o! TRPG jōkyū Rulebook (この素晴らしい世界に祝福を！TRPG上級ルールブック?, Kono subarashī sekai ni shukufuku o! TRPG jōkyū Rūrubukku), scritto da F.E.A.R. e supervisionato da Natsume Akatsuki, è stato pubblicato il 19 febbraio 2021. Si tratta di una versione migliorata e con più contenuti del primo TRPG.
Un singolo volume spin-off intitolato Kono subarashii sekai ni shukufuku o! Fantastic Days (この素晴らしい世界に祝福を！ファンタスティックデイズ?, Kono subarashī sekai ni shukufuku o! Fantasutikku Deizu) scritto da Kuma Hiru, illustrato da Kurone Mishima e basato sull'omonimo videogioco, è stato pubblicato il 1º marzo 2022.

### Manga

Copertina del primo volume dell'edizione italiana del manga, raffigurante Kazuma (in secondo piano) e Aqua (in primo piano)

Un adattamento manga di Masahito Watari ha iniziato la serializzazione sulla rivista Monthly Dragon Age di Fujimi Shobō il 9 settembre 2014. Ventuno volumi tankōbon sono stati pubblicati tra il 9 aprile 2015 e il 9 luglio 2025.
In America del Nord i diritti sono stati acquistati da Yen Press. In Italia è stato annunciato in occasione del Lucca Comics & Games 2020 e viene pubblicato da Panini Comics sotto l'etichetta Planet Manga nella collana Capolavori Manga dal 18 marzo 2021. La traduzione dei testi è curata da Emilio Martini, mentre il lettering è realizzato da Tatiana Bonora.
Un adattamento manga dello spin-off Kono subarashii sekai ni bakuen o! (この素晴らしい世界に爆焔を！?) disegnato da Kasumi Morino, è stato serializzato dal 27 aprile 2016 al 27 dicembre 2017 sulla rivista Monthly Comic Alive edita da Media Factory. I vari capitoli sono stati raccolti in cinque volumi tankōbon pubblicati dal 23 dicembre 2016 al 23 gennaio 2018. La serie segue alcune avventure di Megumin.
Un manga spin-off intitolato Kono subarashii sekai ni shukufuku o! Kappore! (この素晴らしい世界に祝福を！ かっぽれ！?, Kono subarashii sekai ni shukufuku o! Kappore!), è stato serializzato dal 13 agosto 2016 al 14 gennaio 2017 sulla rivista Famitsu Comic Clear edita da Enterbrain. I vari capitoli sono stati raccolti in due volumi tankōbon pubblicati dal 14 gennaio 2017 al 15 giugno 2017. Si tratta di un 4-koma a sfondo comico.
Un manga spin-off intitolato Kono subarashii sekai ni nichijou o! (この素晴らしい世界に日常を！?) e disegnato da Suzume Somemiya, viene serializzato dal 27 settembre 2016 sulla rivista Monthly Comic Alive edita da Media Factory. I vari capitoli vengono raccolti in volumi tankōbon pubblicati dal 23 marzo 2017. Si tratta di un 4-koma a sfondo comico che mostra le situazioni della vita quotidiana dei protagonisti.
Un'antologia manga spin-off intitolata Kono subarashii sekai ni shukufuku o! Megumin Anthology (この素晴らしい世界に祝福を！ めぐみんアンソロジー?, Kono subarashii sekai ni shukufuku o! Megumin Ansorojī) e disegnata da vari autori, è stata pubblicata direttamente in un volume tankōbon uscito il 23 dicembre 2016.
Un'antologia manga spin-off intitolata Kono subarashii sekai ni shukufuku o! Comic Anthology (この素晴らしい世界に祝福を！ コミックアンソロジー?, Kono subarashī sekai ni shukufuku o! Komikku Ansorojī) e disegnata da vari autori, è stata pubblicata direttamente in due volumi tankōbon usciti rispettivamente il 7 gennaio 2017 e il 9 agosto 2019.
Un adattamento manga dello spin-off Kono kamen no akuma ni soudan o! (この素晴らしい世界に祝福を！スピンオフ この仮面の悪魔に相談を！?) disegnato da Suzume Somemiya, è stato serializzato dal 27 febbraio 2018 al 26 gennaio 2019 sulla rivista Monthly Comic Alive edita da Media Factory. I vari capitoli sono stati raccolti in due volumi tankōbon pubblicati dal 23 agosto 2017 al 23 febbraio 2019. La storia è incentrata su Vanir in cerca di una soluzione per saldare un debito di Wiz.
Un adattamento dedicato allo spin-off Zoku kono subarashii sekai ni bakuen o! (続・この素晴らしい世界に爆焔を！?) e seguito di Kono subarashii sekai ni bakuen o!, disegnato sempre da Kasumi Morino, è stato serializzato dal 27 febbraio 2018 al 27 maggio 2020 sulla Monthly Comic Alive edita da Media Factory. I vari capitoli sono stati raccolti in quattro volumi tankōbon pubblicati dal 23 agosto 2018 al 20 luglio 2020. Come nel caso precedente, vengono narrate delle avventure inedite di Megumin in coppia a Yunyun.
Un'antologia manga spin-off intitolata Kono subarashii sekai ni shukufuku o! Megumin Anthology Kurenai Aka (この素晴らしい世界に祝福を！ めぐみんアンソロジー 紅Aka?, Kono subarashii sekai ni shukufuku o! Megumin Ansorojī Kurenai Aka) e disegnata da vari autori, è stata pubblicata direttamente in un volume tankōbon uscito il 1º novembre 2018.
Un adattamento manga dello spin-off Kono subarashii sekai ni shukufuku o! Extra: Ano orokamono ni mo kyakkō o! (この素晴らしい世界に祝福を！エクストラ あの愚か者にも脚光を！?, Kono subarashii sekai ni shukufuku o! Ekusutora ano orokamono ni mo kyakkō o!) è stato serializzato dal 25 marzo 2018 al 24 gennaio 2020 sulla rivista Monthly Shōnen Ace edita da Kadokawa Shoten. I vari capitoli sono stati raccolti in due volumi tankōbon pubblicati dal 26 novembre 2018 al 25 aprile 2020. Questa versione della storia presenta Dust come antagonista principale.
Un adattamento manga dello spin-off Kono subarashii sekai ni shukufuku o! Fantastic Days (この素晴らしい世界に祝福を！ファンタスティックデイズ?, Kono subarashī sekai ni shukufuku o! Fantasutikku Deizu) viene serializzato dal 26 marzo 2022 sulla rivista Monthly Comic Alive edita da Media Factory. I vari capitoli vengono raccolti in quattro volumi tankōbon pubblicati dal 23 luglio 2022 al 21 giugno 2024. La storia è la trasposizione dell'omonimo videogioco per smartphone.

### Anime
Annunciato nel maggio 2015 sul sito ufficiale di Kadokawa Sneaker Bunko, un adattamento anime, prodotto da Studio Deen e diretto da Takaomi Kanasaki, è andato in onda dal 13 gennaio al 16 marzo 2016. Le sigle di apertura e chiusura sono rispettivamente Fantastic dreamer (lett. "Un sognatore fantastico") di Machico e Chiisa na bōkensha (ちいさな冒険者? lett. "Il piccolo avventuriero") delle doppiatrici Sora Amamiya, Rie Takahashi e Ai Kayano. In varie parti del mondo gli episodi sono stati trasmessi in streaming in simulcast da Crunchyroll, mentre in Australia e Nuova Zelanda i diritti sono stati acquistati da Madman Entertainment per AnimeLab.
Una seconda stagione anime, annunciata al termine della prima il 16 marzo 2016, è stata trasmessa tra l'11 gennaio e il 15 marzo 2017. Le sigle di apertura e chiusura sono rispettivamente Tomorrow (lett. "Domani") di Machico e Ouchi ni kaeritai (おうちに帰りたい? lett. "Voglio tornare a casa") di Amamiya, Takahashi e Kayano. I diritti internazionali sono stati riconfermati nelle stesse zone da Crunchyroll. Due episodi OAV sono stati pubblicati in allegato rispettivamente al nono e al dodicesimo volume delle light novel il 24 giugno 2016 e il 24 luglio 2017.
Il 18 luglio 2021, l'account Twitter ufficiale dell'anime di KonoSuba ha confermato che era in produzione un nuovo progetto anime. Quest'ultimo si è poi rivelato essere sia una terza stagione della serie principale che un adattamento dello spin-off Kono subarashii sekai ni bakuen o!. Entrambe le serie sono prodotte dallo studio Drive e dirette da Yujiro Abe, con la regia principale di Takaomi Kanasaki. Il resto dello staff principale proveniente dalle stagioni precedenti rimane il medesimo. La serie di Kono subarashii sekai ni bakuen o! è stata trasmessa dal 5 aprile al 21 giugno 2023. Le sigle sono rispettivamente Stay Free di Machico (apertura) e Jump In di Rie Takahashi e Aki Toyosaki (chiusura).
La terza stagione è stata trasmessa dal 10 aprile al 19 giugno 2024 su Tokyo MX e altre reti. La sigla d'apertura è Growing Up di Machico mentre quella di chiusura è Ano hi no mama no bokura (あの日のままのぼくら?) cantata da Sora Amamiya (Aqua), Rie Takahashi (Megumin) e Ai Kayano (Darkness). Un terzo OAV, composto da due episodi, è stato proiettato nelle sale cinematografiche in Giappone il 14 marzo 2025 ed è stato distribuito in Blu-ray e DVD il 25 aprile.
Un seguito della serie anime è stato annunciato il 14 marzo 2025.

#### Spin-off
I personaggi principali della serie sono apparsi nella serie spin-off crossover Isekai Quartet.

### Videogiochi
Due videogiochi per PC, Kono subarashii sekai ni shukufuku o! In the Life (この素晴らしい世界に祝福を！in the life?) di Tachi e Kono subarashii sekai ni shukufuku o! Fukatsu no Verdier (この素晴らしい世界に祝福を！復活のベルディア?, Kono subarashii sekai ni shukufuku o! Fukatsu no Berudia) di Krobon, sono stati inclusi rispettivamente nel primo volume BD/DVD della prima stagione, pubblicato il 25 marzo 2016, e nel primo volume BD/DVD della seconda stagione, distribuito il 28 aprile 2017. Entrambi i titoli sono a scorrimento laterale e presentano un gameplay simile a quello della serie Mega Man.
Una visual novel basata sulla serie, intitolata Kono subarashii sekai ni shukufuku o! - Kono yokubukai game ni shinpan o! (この素晴らしい世界に祝福を！ -この欲深いゲームに審判を！-?) e sviluppata da 5pb. per PlayStation Vita e PlayStation 4, è uscita il 7 settembre 2017 in Giappone ed è caratterizzata da una trama originale. Quest'ultima vede Kazuma scoprire un anello maledetto che gli permette di rubare la biancheria intima degli altri vicino a lui ma poi scopre che l'unico modo per annullare la maledizione è quello di raccogliere una gran quantità di denaro. Questo titolo introduce in sistema di "giudizio intimo", in cui il giocatore aiuta Kazuma a restituire la biancheria perduta al legittimo proprietario. Come nell'anime, Machico ha cantato la sigla iniziale Million Smile, mentre Amamiya, Takahashi e Kayano hanno cantato quella finale intitolata 101 pikime no hitsuji. Una versione per Nintendo Switch è uscita tramite il servizio Nintendo eShop il 17 dicembre 2020.
Un altro gioco per PS4 e Vita, intitolato Kono subarashī sekai ni shukufuku o! ~Kibō no meikyū to tsudoishi bōkenshatachi~ (この素晴らしい世界に祝福を！～希望の迷宮と集いし冒険者たち～?), è stato pubblicato in Giappone il 27 giugno 2019. Una versione aggiornata del gioco, Kono subarashī sekai ni shukufuku o! ~Kibō no meikyū to tsudoishi bōkenshatachi ~Plus (この素晴らしい世界に祝福を！～希望の迷宮と集いし冒険者たち～Plus?), è uscita sempre in Giappone il 27 agosto 2020 per PS4 e Nintendo Switch. Un gacha game per smartphone dal titolo KonoSuba: God's Blessing on this Wonderful World! Fantastic Days (この素晴らしい世界に祝福を！ファンタスティックデイズ?, Kono subarashī sekai ni shukufuku o! Fantasutikku Deizu) è stato distribuito per i dispositivi iOS e Android il 27 febbraio 2020 in Giappone e il 19 agosto 2021 a livello internazionale. È stato sviluppato da Sumzap, filiale di CyberAgent, con Nexon Korea che ha gestito la distribuzione a livello internazionale. A partire dal 1º giugno 2023 i diritti di pubblicazione globali sono stati trasferiti a Sesisoft.
Un ulteriore gioco, KONOSUBA: God's Blessing on This Wonderful World! Love for These Clothes of Desire! (この素晴らしい世界に祝福を！～この欲望の衣装に寵愛を～?, Kono subarashī sekai ni shukufuku o! ~Kono yokubō no ishō ni chōai o~), è uscito il 24 settembre 2020 per PS4 e Switch. Una versione occidentale del gioco e un port per Microsoft Windows sono usciti l'8 febbraio 2024.
Un gioco di ruolo dungeon, Kono subarashī sekai ni shukufuku o! ~Noroi no ibutsu to madoishi bōkenshatachi~ (この素晴らしい世界に祝福を！～呪いの遺物と惑いし冒険者たち～?), è uscito per PS4 e Switch il 24 novembre 2022.

### Film
Un film basato sul quinto volume della light novel e prodotto da J.C. Staff è stato annunciato per il 2019, con il medesimo cast dell'adattamento anime. La pellicola ha debuttato nelle sale giapponesi il 30 agosto 2019.

### Drama-CD
Un drama-CD, con un cast di doppiatori differente da quello dell'anime, è stato pubblicato da HobiRecords il 1º marzo 2015. Un secondo drama-CD, insieme a una colonna sonora originale di Kouda Masato e un album di image song, è uscito nel marzo 2017.

## Accoglienza

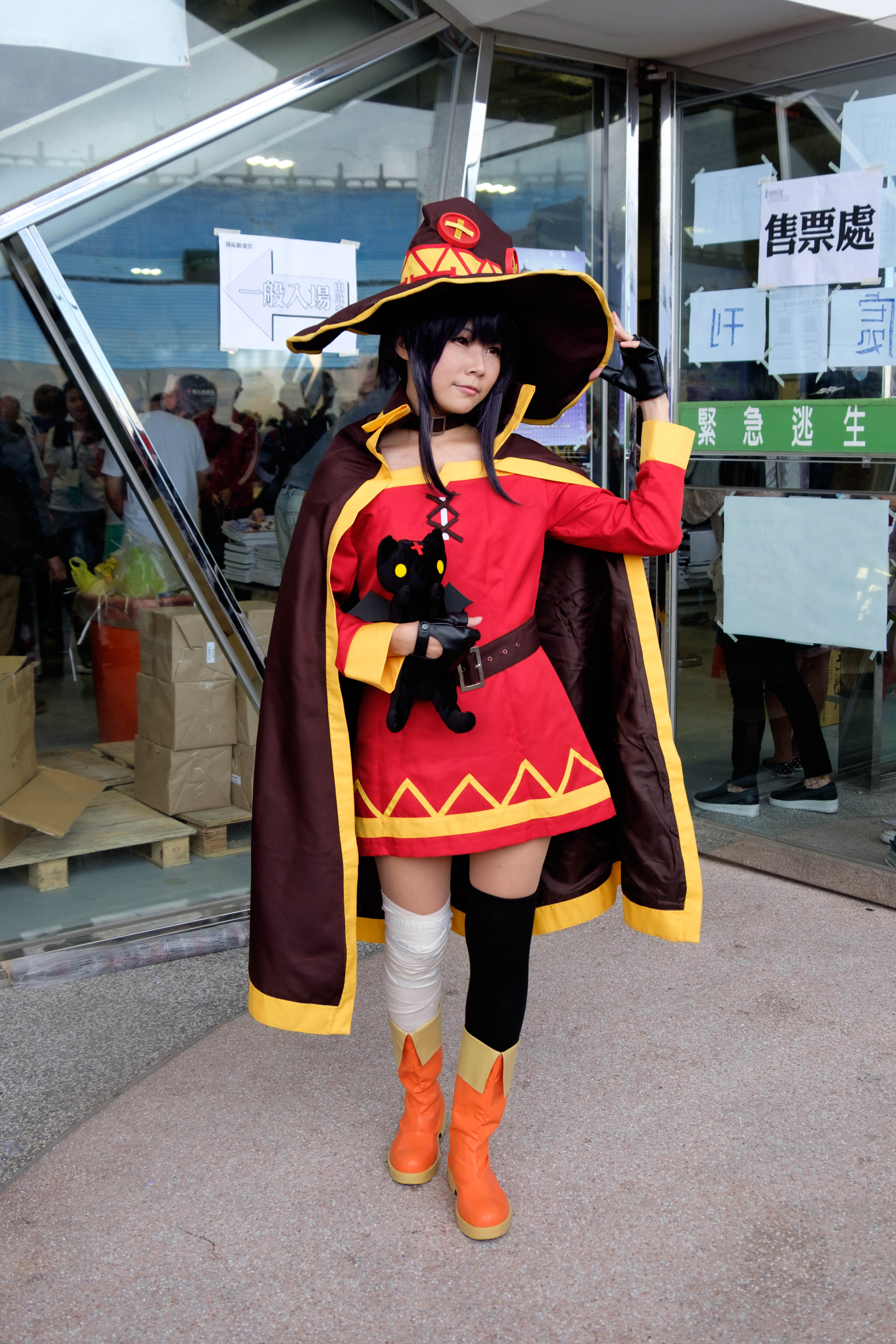
Cosplayer di Megumin nel 2017.

Le light novel di KonoSuba sono diventate molto popolari. Al 2 marzo 2016, i primi undici volumi della serie hanno venduto un totale di 1,5 milioni di copie, ogni numero ha raggiunto le 136 000 copie stampate. A febbraio 2019, i romanzi hanno raggiunto il traguardo di 6,5 milioni di copie vendute. In una recensione del primo romanzo, Andy Hanley ha elogiato la commedia della serie riflessa nel «genere stanco» e il suo cast di personaggi trovandoli attraenti in base ai loro tratti. Tuttavia, Hanley ha criticato la breve durata del primo volume. La serie ha vinto il Grand Prix Award 2016 di BookWalker.
Come la sua controparte light novel, l'anime ha ricevuto un'accoglienza positiva per la sua commedia, la parodia del genere isekai e il fedele adattamento dei romanzi. Analizzando i primi episodi, Theron Martin di Anime News Network ha descritto il secondo come «l'episodio più divertente di un anime che abbia visto da quando è andato in onda Gekkan shōjo Nozaki-kun», elogiando anche la colonna sonora della serie. Inoltre la recitazione dei doppiatori è stata oggetto di elogi; Nick Creamer dello stesso sito ha elogiato Sora Amamiya e Rie Takahashi rispettivamente nei ruoli di Aqua e Megumin per l'energia fornita nelle loro interpretazioni, mentre Martin ha fatto un plauso a Jun Fukushima per il suo lavoro nel dare voce a Kazuma, considerando il suo tono di voce asciutto un fattore aggiuntivo nell'umorismo dell'anime.
All'uscita del film Kurenai densetsu in Giappone, Daryl Harding di Crunchyroll News, ha elogiato la sua storia e la commedia sottolineando che «l'umorismo classico della (serie TV) si traduce bene nella durata di un film». Daryl Harding ha criticato la pellicola affermando che «Non sembra molto diversa dalla serie TV» anche con «più effetti messi sull'animazione durante le scene di magia esplosiva».
Al contrario, una critica comune all'anime era la sua incoerente animazione dei personaggi, descritta come «a basso budget» poiché i personaggi apparivano spesso fuori modello. Koichi Kikuta ha risposto affermando che tale design era intenzionale, sperando di «far emergere l'individualità di ogni personaggio» piuttosto che le illustrazioni più carine delle light novel; per far ciò, l'animazione di Kikuta ha mostrato «i loro lati più umani, come i loro tratti poco lusinghieri e i loro momenti angosciati». Kim Morrissy di Crunchyroll considerò l'animazione divertente, particolarmente adatta a un anime comico. Lo scrittore di Kotaku, Richard Eisenbeis, ha spiegato che gran parte dell'umorismo della serie deriva dalla decostruzione delle speranze di Kazuma di diventare l'eroe di un mondo fantastico, realizzando invece di essere costretto a farsi strada attraverso il mondo. Confrontando i problemi di Kazuma in un mondo fantastico con quelli nella vita reale, Creamer ha scritto di un senso di relatività tra i protagonisti della serie e il pubblico, poiché il party si occupa di questioni come i debiti e accettare lavori discutibili a causa dell'elevato compenso. Su una nota critica, Creamer disapprovava l'atteggiamento negativo di Kazuma, che riteneva un danno la commedia della serie.
I personaggi di KonoSuba, specialmente quelli del party di Kazuma, hanno ottenuto giudizi favorevoli nella comunità degli anime. Creamer ha descritto il gruppo come dotato di «una chimica strana ma accattivante», poiché i membri sono ostili l'uno con l'altro, ma stanno comunque piacevolmente insieme. Morrissy ha aggiunto che «il legame emotivo del party è evidente anche nel modo in cui interagiscono tra loro. La cosa che preferisco dell'anime è che ci vuole tempo per disegnare queste sfumature sullo schermo ed esprimerle con estro visivo». Megumin in particolare è stata considerata come uno dei personaggi più popolari della serie, vincendo il sondaggio ufficiale sui personaggi preferiti di KonoSuba indetto da Sneaker Bunko. Inoltre è stato anche il sesto personaggio a ottenere i voti più alti ai premi 2015-16 della rivista Newtype tra i personaggi femminili (Kazuma è invece arrivato terzo nella categoria maschile) e ha ricevuto il maggior numero di voti di tipo "Altro" nella categoria migliore ragazza agli Anime Awards 2016 di Crunchyroll. In un'intervista al personaggio di Internet The Anime Man, Natsume Akatsuki ha descritto Megumin come una ragazza che emana «un'atmosfera pura ed elegante» come quella di un'eroina anime o waifu, da questo è nata la sua popolarità tra i fan. IGN ha elencato Konosuba! come uno dei migliori anime degli anni 2010, descrivendolo come un anime che mostrava le sue assurdità, traducendole in momenti estremamente divertenti, in particolar modo quando il personaggio di Megumin utilizzava tutta la sua magia per attaccare.
Nel 2016, l'anime è stato votato come il decimo miglior anime televisivo ai Newtype 2015-16 Awards. KonoSuba è anche arrivato secondo nella categoria migliore commedia agli Anime Awards 2016 con Sono Sakamoto, perché?.
Antonello Bello di Everyeye.it recensì il primo volume dell'adattamento manga trovandolo un fumetto parodico che non si prendeva sul serio in nessuna circostanza e che lasciava tanto spazio al nonsenso, doppi sensi e situazioni mirate a sollazzare il lettore con eventi e situazioni assurde. Il fatto che i quattro protagonisti fossero totalmente degli incapaci e la loro relativa rinuncia nel proseguire al ricorrente tema del salvataggio del mondo da parte dei malvagi lo rendevano un isekai alquanto atipico e singolare. Il manga riusciva a intrattenere con una sana dose di ironia e una punta di fanservice mai invadente, il che gli consentiva di essere consigliato a chiunque desiderasse approcciarsi a una lettura poco impegnativa e perlopiù spensierata.